# Lawtonia n.º 135
Lawtonia n.º 135 es un municipio rural canadiense situado en la provincia de Saskatchewan.

## Superficie
Lawtonia n.º 135 tiene una superficie de 843,24 km².

## Demografía
En 2021, tenía 356 habitantes, una densidad poblacional de 0,4 hab./km², y 120 viviendas.